# 斜影
「斜影」（しゃえい）は、日本の箏演奏家、作曲家の沢井比河流が作曲した箏曲。箏の独奏曲である。
第14回文化庁舞台芸術創作奨励賞グランプリ受賞作品であり、1991年沢井比河流の箏曲としての処女作。プログレッシブロック・メタルの音階・要素を取り入れ、コンクール等でも良く演奏され、若者を中心に人気が高い。

## 曲の特徴
- 第1楽章は忍び寄る影、カッティングというギターの手法を用い、
- 第2楽章は影が色々な方向に伸びている様子、
- 第3楽章はメタルでは「マシンガンビート」と呼ばれるリズムを取り、迷いながらも強烈に前に進む様子が描かれている。

## 収録アルバム
- 斜影
  - 沢井比河流　二枚目 （2007年12月27日)、B000Y1GC52）
- 斜影（琴・三味線二重奏編曲）
  - 小山貢山 津軽三味線なだば （2014年1月8日)、FEI-CD049）